# Gruppe Aziz Aliyev
Die Gruppe Aziz Aliyev bestand aus 3816 Personen, die im Rahmen der anglo-sowjetischen Invasion des Iran am 21. September 1941 aus der Aserbaidschanischen Sozialistischen Sowjetrepublik nach Aserbaidschan einreiste, um dort die Stalinisierung voranzutreiben. Sie sollte Nachrichten über die gesellschaftlichen und wirtschaftlichen Erfolge der Aserbaidschanischen SSR insbesondere in den Bereichen Literatur, Kunst und Kultur und der Industrialisierung verbreiten. Die Pressearbeit und konkrete wirtschaftliche Unterstützung der Bevölkerung durch die Lieferung von Weizen, Zucker, Kerosin sowie aller Arten von benötigten Fertigwaren sollte die Bevölkerung für den Stalinismus gewinnen. Die Gruppe wurde im Frühjahr 1942 aus dem Iran abberufen.

## Zusammensetzung
Die von Aziz Aliyev, dem dritten Sekretär des Zentralkomitees der Kommunistischen Partei Aserbaidschans (und Großvater des derzeit amtierenden Staatspräsidenten İlham Əliyev), angeführte Gruppe bestand aus 52 Brigaden. Darunter waren unter anderem 82 kommunistische Parteifunktionäre, 100 Angestellte unterschiedlicher sowjetischer Organisationen, 200 Sicherheitsoffiziere, 400 Milizionäre, 70  Versorgungs- und Nachschuboffiziere, 90 Militärrichter, 150 Journalisten und Drucker, 245 Eisenbahner und 42 Geologen. Aliyev unterstellt waren Suleyman Rahimov – Propaganda, Meybulla Amiraslanov – Wirtschaft und öffentliche Verwaltung, Agasalim Atakischijew – spezielle Operationen, Mustafa Gulijew – Gesundheitswesen und medizinische Versorgung, Mirsa Ibrahimow – Herausgeber der Zeitung "Mutterland" in aserbaidschanischer Sprache.

## Tätigkeit
Am 5. September 1941 trafen Josef Stalin und der Erste Sekretär der Kommunistischen Partei Aserbaidschans, Mir Dschafar Abbassowitsch Bagirow, in Moskau zusammen. Bei diesem Zusammentreffen wurde beschlossen, dass die Aserbaidschanische SSR Parteifunktionäre, Verwaltungsfachleute, Polizisten und Milizen sowie Fachleute aus Wirtschaft und Kultur in das von sowjetischen Truppen besetzte iranische "Südaserbaidschan" entsenden sollte, um den sowjetischen Einfluss im iranischen Teil Aserbaidschans zu verstärken, um einen Anschluss an die Aserbaidschanische SSR vorzubereiten. Bagirow erklärte, dass die Rote Armee zum frühest möglichen Zeitpunkt einen großen Teil Nordirans besetzt habe. Diese Gebiete seien Teil Südaserbaidschans. Die größten Städte Irans wie Qazvin, Urmia, Meyaneh, Maragha, Täbris, Ardabil, Salamas, Choy, Bandar Anzali seien das Mutterland unserer Vorfahren. Und auch Teheran sei in Wahrheit eine Stadt Aserbaidschans.
Eine der ersten Maßnahmen bestand in der Verbesserung der Versorgungslage für die Bevölkerung durch die Lieferung von Zucker, Mehl, Weizen und Stoffen. Bis Ende 1941 wurden aus der Aserbaidschanischen SSR 1371 Tonnen Mehl, 1814 Tonnen Weizen, 2548 Tonnen Zucker und 1,5 Mio. Meter Stoffe, Waren im Gesamtwert von 2 Mio. Rubel, geliefert. Ende September bis Mitte Oktober wurden Gebäude, Maschinen und Waren deutscher Firmen, wie Iran Express, Hess und Co und der AEG beschlagnahmt und in die Sowjetunion abtransportiert. Bankkonten deutscher Firmen und Bürger im Wert von 92 Mio. Rial wurden beschlagnahmt.
Am 24. Oktober 1941 sandte Aliyev seinen ersten Bericht an Bagirow. Zwei Ausgaben der Zeitung "Mutterland" mit einer Auflage von je 4.000 Exemplaren waren erschienen. Durch Flugblätter und Broschüren sei die Bevölkerung über die Gründe des Einmarsches der Roten Armee informiert worden. Die Bevölkerung würde die Rote Armee willkommen heißen. Aserbaidschaner, die von den iranischen Behörden schikaniert würden, würden unter den Schutz der Roten Armee gestellt. Aliyev betonte die Notwendigkeit, lokale Ausgaben der Zeitung "Mutterland" für Armia und Bander Pahlavi herauszugeben. Pläne wurden entworfen, musikalische Komödien und Opern wie Köroğlu, Leila und Madschnun, Schah Ismail etc. aufzuführen.
Am 22. September 1941 war Aliyev für zwei Tage nach Teheran gefahren, um den sowjetischen Botschafter Smirnov und den Handelsattaché Alekseyev über die Tätigkeit der Gruppe Aliyev zu informieren. Abgeordnete des iranischen Parlaments aus Aserbaidschan beschwerten sich über die mangelhafte Berücksichtigung aserbaidschanischer Interessen durch die Zentralregierung in Teheran. Aliyev intensivierte die sowjetische Propaganda. Die Zeitung "Mutterland" wurde in Choy, Bandar Pahlavi und weiteren Städten verteilt. Künstler aus Baku kamen nach Täbris und führten Opern und Musicals auf. Aserbaidschanische Stammesführer und die Intelligenzija von Täbris wurden nach Baku eingeladen. Bei den Gesprächen waren Schriftsteller und Dichter der Aserbaidschanischen SSR wie Suleyman Rustam, Suleyman Rahimov und Mirza Ibrahimov anwesend.

## Das Ende
Am 26. Januar 1942 wurde vom iranischen Parlament das von Premierminister Mohammad Ali Foroughi und dem britischen und sowjetischen Botschafter ausgehandelte Dreimächteabkommen ratifiziert. Das Abkommen sicherte dem Iran die territoriale Integrität und den Abzug der alliierten Truppen nach Ende des Zweiten Weltkriegs zu. Der Iran verpflichtete sich im Gegenzug, mit den alliierten Streitkräften bei der Verteidigung der sowjetischen und britischen Heimatländer zusammenzuarbeiten, den Zugang zu den vorhandenen Transport- und Kommunikationsmitteln zu gewähren, Arbeitskräfte und Material zur Verfügung zu stellen und die Pressezensur einzuführen. Im nächsten Schritt wurde eine Nachschubroute, der „Persische Korridor“, über das Kaspische Meer und weiter in die Sowjetunion eingerichtet, über die amerikanische Waffen vom Persischen Golf aus der Roten Armee zugeführt werden konnten. Für den militärischen Erfolg der Sowjetunion war diese Nachschubroute von zentraler Bedeutung.
Am 21. Januar 1942 wurde Aliyev nach Teheran zum sowjetischen Botschafter bestellt. Smirnov erklärte, Aliyev solle nach Baku zurückkehren und seine Tätigkeit für das südliche Aserbaidschan von dort aus fortsetzen. Am 29. Januar 1942 wurde das Dreimächteabkommen vom britischen Botschafter Bullard, dem sowjetischen Botschafter Smirnov und dem iranischen Außenminister Ali Soheili unterzeichnet. Stalin sandte ein Glückwunschtelegramm an Premierminister Foroughi. Die Gruppe Aliyev wurde nach Baku zurückbeordert und aufgelöst. Zurück blieb eine kleine Gruppe von 84 Personen bestehend aus Journalisten, Ärzten und Funktionären. Aliyev wurde am 16. September 1942 von Stalin zum Ersten Sekretär der Kommunistischen Partei Dagestans und damit zum mächtigsten Mann der Dagestanischen Autonomen Sozialistischen Sowjetrepublik ernannt.

## Historische Einordnung
Die Entscheidung Stalins, die recht erfolgreich arbeitende "Gruppe Aziz Aliyev" nach der Unterzeichnung des Dreimächteabkommens abzuziehen, sollte sich als Fehlentscheidung erweisen. Die USA weiteten ihren Einfluss im Iran durch die Entsendung von Arthur Millspaugh zur Reorganisation des iranischen Finanzwesens, Herbert Norman Schwarzkopf senior zur Reorganisation der iranischen Polizei erheblich aus. Eine US-amerikanische Militärmission wurde in Teheran stationiert und ein Abkommen über den Kauf von Waffen und die Entsendung von US-Militärberatern wurde von der iranischen Regierung unterzeichnet. Im Herbst 1942 kam es zu einer Unterredung zwischen Botschafter Smirnov und General Antonov, dem kommandierenden General der sowjetischen Truppen im Iran. Smirnov beklagte sich darüber, dass die Truppen die Zusammenarbeit mit der Bevölkerung vernachlässigen würden. Antonov erklärte, dass dies nicht Aufgabe des Militärs sei. Smirnov wies auf die positive Arbeit der Gruppe Aliyev hin und bedauerte nun, dass man die Gruppe abberufen habe.
Es sollte bis Mitte 1944 dauern, bis eine weitere Gruppierung in den von den sowjetischen Truppen besetzten Norden Irans entsandt werden sollte. Dieses Mal stand die Förderung iranischen Erdöls in Nordiran und eine (der für den Südwesten Irans geltende britische Konzession) vergleichbare Ölförderkonzession im Mittelpunkt des Interesses der sowjetischen Iranpolitik. Am 12. Dezember 1945 wurde mit sowjetischer Hilfe die Autonome Republik Aserbaidschan gegründet. Die Alliierten hatten sich wegen des Abzugs der britischen und sowjetischen Truppen aus dem Iran nach Ende des Zweiten Weltkrieges zerstritten, so dass es zu einer krisenhaften Zuspitzung im Rahmen der Irankrise und damit zum Beginn des Kalten Krieges kam.